# Фаллический культ
Фалли́ческий культ — обобщённое название группы верований различных древних (Ассирия, Вавилония, Эллада, Крит, цивилизации древних народов Америки) и современных культур (синтоизм в Японии, а также Индия, племена Африки, Южной Америки, Австралии и Океании), характеризующихся экстатическими ритуалами, посвящёнными порождающей силе жизни, символически представленной в виде фаллоса (мужского полового органа) или извержения его семени.

## Фаллические культы по материаламЭСБЕ
Индоевропейские и семитические религии, включая и Древний Египет, полны следов фаллического культа. Ещё на заре ведийской мифологии мы встречаем образ быка-оплодотворителя, во множестве вариаций повторяющегося во всех индоевропейских мифологиях (Дионис — «могучий бык» у греков); в брахманизме уже выступает явственно могучий deus phallicus, Шива, главные символы которого — лингам (фаллос) и йони (ктеис), они же символы воспроизведения и обновления. В аллегорической форме шара и призмы символы эти повсеместно украшают храмы этого бога рождения и разрушения. Фаллические поклонники его с XII века образовали секту лингаитов, которые постоянно носят с собой маленькие фигурки фаллосов как защиту против злых наваждений.
Как и в Древнем Риме, изображения фаллоса из бронзы или камня служили украшениями женщин, гигантские изображения его воздвигались в храмах, и ещё в настоящее время факиры у храмов предлагают бесплодным женщинам целовать фаллос. Греко-римский фаллический культ, концентрировавшийся главным образом вокруг Диониса и Афродиты, — культ, заимствованный из семитических религий; под разными именами он господствовал во всей Западной Азии и Египте. Типичнее всего культ этот выразился в Сирии. Храм Астарты и Аттиса украшался у входа изображениями фаллоса и целыми фаллическими сценами из культа Астарты. Множество оскоплённых в женском одеянии прислуживали богине; другие, возбуждая себя музыкой и пляской, приводили себя в экстаз и оскопляли себя. В Финикии во время празднеств по умершему Адонису женщины срезали свои волосы и занимались ритуальной проституцией.
У первобытных племён следы фаллического культа встречаются в самых различных местах и в самых различных формах. Гиляки благоговейно относятся к срезаемой шкурке фаллоса медведя; айны ставят на могилах огромные деревянные фаллосы; бушмены, жители островов Адмиралтейства, обитатели Суматры и др. изготовляют фаллические изображения своих богов. Генезис фаллического культа лежит в анимизме первобытного человека вообще и в частности в представлении о множественности душ индивида, то есть в представлении о том, что, кроме главной души-дубликата всего человека, существуют ещё самостоятельные души отдельных частей тела. Органы оплодотворения, с этой точки зрения, более чем какие-либо другие должны были обладать самостоятельным существованием; за это говорило всё: и таинственность процесса воспроизведения, и ещё более импульсивная бессознательность процесса, в котором органы оплодотворения действуют помимо и даже вопреки желанию индивида. Отсюда и представление о фаллосе как об индивиде, могущем существовать даже и совсем отдельно от человека и проявлять в таком состоянии свои чудотворные действия.
Некоторые фаллические изображения даже более или менее культурных народов наглядно иллюстрируют это представление. От человека и животных такие представления о природе половых органов были перенесены и на всю остальную природу. Деревья, цветы, травы, даже камни считались размножающимися таким же путём, как человек. Отсюда воззрение на смену времён года и связанную с нею смену растительной жизни как на результат периодического возрождения и умирания фаллических божеств, творцов растительной жизни. Это последнее воззрение должно было играть огромную роль в земледельческий период, когда всё существование человека зависело от благоприятного роста культурных растений и размножения животных. Оно вызвало целый цикл мифов об умирающем и рождающемся Адонисе, об овдовевшей Астарте, а также весенние и осенние обряды земледельческих народов. Исследователям долго казались необъяснимыми фаллические эксцессы, которыми сопровождались земледельческие праздники у самых различных народов. В них видели переживание первобытного коммунального брака, но это оставляло без объяснения эксцессы противоположного характера — обязательное воздержание от сексуальных сношений и даже самооскопление.

## Истоки и культурные особенности культа
Оригинальное объяснение дал этим фактам Дж. Фрэзер; он свёл их к общим приёмам симпатической магии, к которым обыкновенно прибегает первобытный человек в интересах самосохранения и для гарантирования своего материального благополучия. Все боги цикла Дионисия — боги деревьев и хлебных злаков, от производительных актов которых зависит урожай тех или других растений и жизнь домашних животных. Чтобы воздействовать на этих богов, главнейших виновников благополучия, в наиболее важные моменты — в начале весны или осенью, по окончании жатвы — первобытный земледелец прибегал к торжественным массовым сексуальным излишествам, которые по симпатии должны были вызвать усиленную половую производительность самих богов хлеба, плодов, скота. Даже ритуальное воздержание Фрэзер объясняет той же психологией. По мысли Фрэзера, выраженной в работе 1890 года «Золотая ветвь», сексуальная энергия может накапливаться и быть передана другим существам, из чего можно вывести как необходимость проведения сексуально-окрашенных обрядов, так и аскетизма.
У греков фаллос (греч. φαλλός, φαλλης, φάλης, φαλης) служил символом божеств Диониса, Гермеса, добрых демонов, Приапа и Афродиты, олицетворявших половой инстинкт, плодородие и производительную силу природы, причём фаллос — быть может, представлявший собой первоначально фетиш, — впоследствии стал атрибутом в культе божества. Значение фаллоса как фетиша освещается тем фактом, что в мистериях Диониса фаллос изображает самого Диониса; в культе же Афродиты фаллос, очевидно, — атрибут, символизирующий основные черты богини. Наиболее значительную роль фаллос играет в культе Диониса, особенно во время сельских праздников сбора винограда и городских празднеств, которыми ознаменовывалось наступление весны. На сельских или малых Дионисиях фаллос поднимали вверх и носили в процессии (греч. φαλληφόρια, φαλλαγώνια) с особыми так называемыми фаллическими песнями, образчик которых мы имеем в стихах 263—279 «Ахарнян» Аристофана. Описываемая в этой комедии процессия устраивается Дикеополем и членами его семьи; впереди идёт его дочь с корзиной на голове (канефора), за нею следует раб Ксантий с высоко поднятым символом Диониса, и, наконец, шествует сам хозяин, импровизирующий весёлую песенку в честь Дионисова спутника Фалета. Дополнив бегло набросанный Аристофаном очерк процессии более просторной перспективой, более шумной и многочисленной толпой участников, более широким захватом веселья и перекрёстных шуток, мы получим ту фаллическую процессию (греч. κώμος), в смехотворных шутках которой заключаются зародыши древнеаттической комедии. Кроме веселья, в этих сценках не было ничего религиозного, дионисовского — ни жертвенника, ни культового действа, ни традиционных сатиров, ни мифического содержания; они могли зарождаться и зарождались и вне Дионисовского обихода, как южно-италийские мимы и ателланы с их литературным и народным наследием (А. Н. Веселовский, «Три главы из исторической поэтики», 1899, СПб., стр. 134). Из этих отрешённых от форм культа положений с их реальными типами возникла комедия, когда темы, взятые из быта или из мира фантастики, с полными шаржа и бесцеремонно откровенными типами и с столь же откровенной сатирой на личности и общественные порядки, объединили разнообразие этих положений. Фаллос, фигурировавший на упомянутых процессиях, делали из красной кожи, придавая ему положение эрекции (греч. ίθύφαλλος), и привешивали к длинному шесту; участники процессии привязывали себе небольшие фаллосы к шее и бёдрам, наряжались в пёстрые костюмы и надевали маски.
В греческих городах эллинистической эпохи также присутствовали элементы культа фаллоса: в пропилеях Дионисова храма в Сирии стояли два исполинских фаллоса с надписью, гласящей, что Дионисий посвящает их мачехе своей Гере; в Александрии при Птолемее Филадельфе носили в процессии фаллос длиной в 120 локтей, с венком и золотой звездой на кончике. Наряду с этим во всех странах эллинского, равно как и римского мира употреблялись небольшие фаллосы в качестве амулетов, которым приписывалась чудодейственная сила — прогонять дурные влияния и чары. У римлян этот амулет назывался фасцинус или фасцинум: его носили в детском возрасте на шее, вешали над входами в дома и комнаты, выставляли в садах и на полях для их охраны. Чудодейственная сила фаллоса исходила из того, что обсценное изображение привлекало к себе взоры и отводило их от опасного предмета. Отцы церкви нападали на крайности, которыми сопровождался в их время культ фаллоса: так, в Лавинии в течение целого месяца, посвящённого Либеру, фаллос носили по всем деревням, чтобы отвести от полей злые чары, после чего водворяли его на место, пронеся его по всему городу через площадь; на свадьбе новобрачная должна была сидеть на фаллосе, которому как бы приносила в жертву своё целомудрие. Вообще культ фаллоса как символа производительной силы встречается во многих религиях природы как у диких, так и у культурных народов. Именем итифалла (фаллоса в состоянии эрекции) обозначаются также песнь в честь его и сопровождающая её пляска. Итифаллические песни слагались в особом размере (лат. versus ithyphallicus), представлявшем собой трохаическую триподию.
Культ этот царил не в одном только античном мире, откуда пошло его название (слово «фаллос» происходит из греческого). Он распространён у народов различной социальной организации, в частности, у японцев, а также у крестьянского населения Европы. Обычай показывать «кукиш» оскорбителю или для предохранения от дурного глаза ведёт своё начало от фаллического культа, так как изображение фаллоса, символом которого является в данном случае «кукиш», считалось охранителем от всяких злых духов и чар.
Фаллический культ сохранился в Японии до настоящего времени. Следы фаллического культа присутствуют в космогонических мифах: ками возводят ритуальный столб и обходят его вокруг несколько раз, после чего начинают совокупляться. Изображения фаллосов и вагин присутствуют в божницах, на дорогах. Проводится праздники, кульминацией которых является перенос фаллических статуй: Канамара-мацури, Хонэн-мацури. Символы фаллоса (гриб, рыло свиньи) и вагин (бобы, персики) — служат жертвоприношениями.